# مجريس (قرية)
قرية مجريس هي إحدى القرى التابعة لمركز صدفا في محافظة أسيوط في جمهورية مصر العربية. حسب إحصاءات سنة 2006، بلغ إجمالي السكان في مجريس 11858 نسمة، منهم 6093 رجل و5765 امرأة.